# Trần Văn Bá
Trần Văn Bá (14 tháng 5 năm 1945 — 8 tháng 1 năm 1985) là chủ tịch của Tổng hội Sinh viên Việt Nam tại Paris giai đoạn từ năm 1973 đến 1980. Sau khi chế độ Việt Nam Cộng Hòa bị sụp đổ, ông là người đã cùng Lê Quốc Túy và Mai Văn Hạnh cộng tác với Tình báo Trung Quốc, tổ chức đưa biệt kích cùng khối lượng lớn vũ khí và tiền giả vào Việt Nam với kế hoạch lật đổ chính quyền nước Cộng hòa Xã hội Chủ nghĩa Việt Nam. Trần Văn Bá bị lực lượng công an bắt giữ trong Kế hoạch CM-12 khi đang xâm nhập vào Việt Nam bằng đường biển và bị tòa án Việt Nam kết án tử hình năm 1985 vì tội phản quốc. Ông được Sáng hội Tượng đài Nạn nhân Chủ nghĩa Cộng sản tại Mỹ truy tặng Huy chương Tự Do Truman - Reagan tại toà đại sứ Hungary ở thủ đô Washington DC năm 2007.

## Tiểu sử
Trần Văn Bá, sinh ngày 14 tháng 5 năm 1945 tại Sa Đéc, Việt Nam, là con trai thứ của dân biểu Việt Nam Cộng hòa Trần Văn Văn. Ông Văn từng tham gia chính phủ Trần Trọng Kim năm 1945 và là Tổng Trưởng Kinh tế và Kế hoạch vào năm 1959 của chính quyền Việt Nam Cộng hòa.
Sau khi cha bị Mặt trận Dân tộc Giải phóng miền Nam Việt Nam ám sát vào ngày 7 tháng 12 năm 1966 tại Sài Gòn, Trần Văn Bá rời quê nhà sang Pháp học. Ông giữ chức chủ tịch của Tổng hội Sinh viên Việt Nam tại Paris từ năm 1973 đến 1980. Ông tốt nghiệp trường HEC năm 1971 và làm trợ giảng tại Đại học Nantes (Nantes),
Năm 1972, ông dẫn đầu một phái đoàn sinh viên Việt Nam tại Châu Âu trở về thăm viếng và ủy lạo chiến sĩ Việt Nam Cộng hòa để tạo sự thông cảm giữa những sinh viên du học và quân cán chính của Việt Nam Cộng hòa trong chương trình "Nối Vòng Tay Lớn".
Sau biến cố 1975, ông vẫn tiếp tục tranh đấu chống cộng sản tại châu Âu.

## Hoạt động chống phá nhà nước Cộng Hòa Xã Hội Chủ Nghĩa Việt Nam
Sau nhiều năm chuẩn bị, ngày 6 tháng 6 năm 1980 ông âm thầm trở về nước để bí mật tranh đấu với mục đích lật đổ chính quyền Việt Nam và tham gia Mặt trận Thống nhất các Lực lượng Yêu nước Giải phóng Việt Nam do ông Lê Quốc Túy là chủ tịch, ông Mai Văn Hạnh là chủ tịch quốc ngoại, các ông Huỳnh Vĩnh Sanh và Hồ Tấn Khoa làm đồng chủ tịch quốc nội. Ông Trần Văn Bá được cử làm tham mưu và ông Lê Quốc Quân phụ trách lực lượng vũ trang trong nước. Đây là tổ chức được sự hỗ trợ của cả 3 cơ quan tình báo nước ngoài Trung Quốc, Thái Lan và Hoa Kỳ.
Đến năm 1980, để chuẩn bị cho kế hoạch đưa biệt kích về Việt Nam, ồng cùng phó chủ tịch Lê Phước Sang được cử qua Trung Quốc nhận chỉ thị của cơ quan Tình báo Trung Quốc để nhận vũ khí và bàn giao các cơ sở nằm vùng ở quốc nội. 
Theo nguyệt san Nhân Bản số tháng 1 tháng 1 năm 1985 phát hành tại Paris do Mặt Trận thuê, Lê Quốc Túy xác nhận một số chiến sĩ của Mặt trận Thống nhất các Lực lượng Yêu nước Giải phóng Việt Nam đã bị bắt từ 1980. Một trận đánh lớn đã xảy ra tại Hà Tiên gây thiệt hại cho khoảng 120 cán bộ chính phủ.
Tết 1983, lực lượng an ninh Việt Nam đă bắt được Hồ Tấn Khoa, Võ Văn Nhơn, Nguyễn Ngọc Hòa thuộc tổ chức Hòa giải Quốc tế gần với đạo Cao Đài. Những người bị bắt bị nghi là thông đồng với các ông Túy, Hạnh để "cướp chính quyền" ở một số  tỉnh miền tây. Con trai ông Khoa là Hồ Thái Bạch sau đó thay thế cha trong chức vụ đồng chủ tịch.
Có 10 toán người phản kháng của Mặt trận xâm nhập vào trong nước tính từ đầu năm 1981 đến tháng 9 năm 1984. Toán thứ nhất về bằng đường bộ từ tỉnh Trat ở Thái Lan qua Campuchia, khi đến Châu Đốc thì bị bắt. Toán này có nhiệm vụ liên lạc với lực lượng của Hòa Hảo để chiếm đóng vùng Bảy Núi. Toán thứ 10 về bằng đường biển vào đầu tháng 9 năm 1984 gồm 21 người trong đó có Mai Văn Hạnh, Trần Văn Bá. Toán này bị bắt ngay khi mới đổ bộ vào bờ biển tại làng Minh Hải, Cà Mau vào đêm 11 tháng 9 năm 1984. Tổng cộng, có tất cả 119 người đă bị bắt giam hoặc giết chết.
Ông Lê Quốc Túy đáng lẽ cũng đi cùng toán thứ 10 nhưng vì phải vào nhà thương ở Pháp để mổ gấp nên đã thoát nạn.

## Xét xử
Từ ngày 14 đến 18 tháng 12 năm 1984, Tòa án Nhân dân Việt Nam đã mở phiên tòa xét xử ông và những người bị bắt cùng với ông về tội phản quốc tại Nhà hát Nhân dân Thành phố Hồ Chí Minh gồm: Mai Văn Hạnh, Trần Văn Bá, Lê Quốc Quân, Huỳnh Vĩnh Sanh, Hồ Thái Bạch, Trần Nguyên Hùng, Tô Văn Hườn, Hoàng Đình Mỹ, Thạch Sanh, Nguyễn Văn Trạch, Nguyên Bình, Nguyễn Văn Hậu, Nhan Văn Lộc, Lý Vinh, Trần Ngọc Ẩn, Cai Văn Hùng, Đặng Bá Lộc, Thái Văn Dư, Trần Văn Phương, Nguyễn Phi Long, Nguyễn Văn Cầm.
Công tố viên cho biết ngay từ đầu tháng 1 năm 1981, cơ quan an ninh đã phát hiện một "tổ chức gián điệp" xâm nhập vào Việt Nam. Trần Văn Bá đã không ký tên nhận tội và bị tuyên án tử hình cùng với Mai Văn Hạnh, Lê Quốc Quân, Huỳnh Vĩnh Sanh, Hồ Thái Bạch; ông cũng không làm đơn xin ân xá.
Ông bị xử bắn vào ngày 8 tháng 1 năm 1985.

## Nhận xét
Trần Văn Bá, cùng với chuẩn tướng Hoàng Cơ Minh và Võ Đại Tôn, được xem là 3 nhân vật tiêu biểu cho phong trào "Kháng chiến phục quốc" của những năm đầu sau khi Việt Nam Cộng Hòa sụp đổ trong biến cố ngày 30 tháng 4 năm 1975. Cho đến ngày hôm nay, hình ảnh của Trần Văn Bá vẫn được rất nhiều người Việt Nam tỵ nan tại hải ngoại ca ngợi vì tinh thần yêu nước, chấp nhận hy sinh, gian khổ để trở về nước đấu tranh vũ trang với chế độ Cộng Sản, dù rằng ngày nay các tổ chức đấu tranh chống Cộng Sản tại hải ngoại phần nhiều đã từ bỏ phương pháp đấu tranh vũ trang và chuyển sang đấu tranh bất bạo động. Ông cũng được xem là một người Việt Nam tiêu biểu ở Châu Âu trở về nước tìm đường "phục quốc" (cũng như tướng Hoàng Cơ Minh được xem là người tiêu biểu trở về từ Châu Mỹ và Võ Đại Tôn là người trở về từ Châu Úc). Chủ tịch hội đồng quản trị VOCMF, tiến sĩ Lee Edwards, gọi Trần Văn Bá là "Chiến sĩ cho Tự do, Chiến sĩ Chống Cộng".
Tuy nhiên, ông cũng được cho là người chống cộng nhiệt thành, đến mức chấp nhận cộng tác với tình báo Trung Quốc, chỉ với một mục đích duy nhất là lật đổ chế độ Việt Nam
Vế phía chính phủ Việt Nam, hành động của ông bị lên án là hành động sử dụng vũ lực, bạo loạn, khủng bố để sát hại nhân dân.
Hình ảnh của Trần Văn Bá, cùng Mai Văn Hạnh và Lê Quốc Túy được tái hiện lại trong bộ phim truyền hình Trò chơi sinh tử, do chính nhà nước Việt Nam sản xuất về Kế hoạch CM12 của an ninh Việt Nam chống lại lực lượng lật đổ chính quyền của Mặt trận Thống nhất các Lực lượng Yêu nước Giải phóng Việt Nam. Trong phim, nhân vật Trần Bạc (do diễn viên Thanh Sơn đóng) được lấy nguyên mẫu từ hình ảnh của Trần Văn Bá.

## Tưởng nhớ
Tại Liège, Bỉ, đã có một mộ bia tưởng niệm dành cho ông. Ở Falls Church, Virginia, có một con đường mang tên ông.
Tiến sĩ Lee Edwards, chủ tịch Sáng hội Tượng đài Tưởng niệm Nạn nhân Cộng sản trên thế giới, phát biểu với đài Á Châu Tự Do về trường hợp ông Trần Văn Bá:
"Sau khi tham khảo ý kiến đồng sự, bạn hữu và những người quen trong cộng đồng người Việt ở hải ngoại, Sáng hội nhất trí chọn Trần Văn Bá là trường hợp tiêu biểu của sự tranh đấu đòi tự do để trao tặng huy chương cho ông."
Thân nhân ông Trần Văn Bá đã được thông báo và được mời đến nhận huy chương Tự do Truman-Reagan trong buổi lễ được tổ chức tại đại sứ quán Hungary ở thủ đô Washington, D.C. vào chiều ngày 15 tháng 11. Hai người khác cũng được trao huy chương Tự do Truman-Reagan 2007 vì thành tích và công lao đóng góp vào tiến trình tự do dân chủ là tiến sĩ Janos Horvarth người Hungary, và dân biểu Hoa Kỳ thuộc Đảng Cộng hòa Dana Rohrabacher.
Tháng Chín 2008, Hội đồng thành phố Paris, Pháp, dự định khánh thành bia tưởng niệm Trần Văn Bá tại 47-49 đại lộ Ivry, quận 13 Paris, nhưng vì áp lực của Nhà nước Việt Nam cùng một số tổ chức, việc này bị bác bỏ theo nghị quyết ngày 16/9/2008 của tỉnh trưởng Vùng Iles-de-France và tỉnh trưởng Paris.